# Hostinger
A Hostinger International, Ltd magántulajdonban lévő webtárhely-szolgáltató és internetes doménregisztrátor, amelyet 2004-ben alapítottak. A Hostinger az anyavállalata a 000Webhost, Niagahoster és Weblink cégeknek.

## Történet
Kaunasban (Litvánia) alapították 2004-ben, a vállalat neve akkoriban még Hosting Media volt. Majd 2007 során egy leányvállalata megszületett 000Webhost néven, ingyenes tárhelyszolgáltatást biztosítva világszerte. A Hosting24 egy újabb leányvállalat, amit 2008-ban az Egyesült Államokban indítottak. Az adatközpontok megtalálhatóak olyan helyen, mint Asheville (Észak-Karolina) és az Egyesült Királyság.[forrás?]
A Hostinger 2019-ben Apache HTTP Serverről LiteSpeed Web Serverre (LSWS) váltott át, hogy megnövelje a szerverei teljesítményét. 2020 közepén a Hostinger a Google Cloud Platform partnere lett.
2021-ben a Hostinger az egyik leggyorsabban növekvő vállalatok egyike lett Európa-szerte.
Ugyancsak 2021-ben egy Jochen Berger és Thomas Strohe által vezetett vállalkozócsoport befektetett a Hostingerbe. A csoport a Hostinger részvényeinek 31%-át vásárolta meg a cég korábbi alkalmazottaitól.

## Leányvállalatok
2014 óta a cég 4 leányvállalattal rendelkezik:
- 2004 — Hostinger. Hosting Mediaként volt ismert ekkoriban, majd 2011-ben új névvel folytatták. A cég jelenleg olyan szolgáltatásokat kínál, mint a webtárhely, VPS, felhőtárhely és doménregisztráció.
- 2007 — 000Webhost. 2012-ben a weboldal adatszivárgás áldozata lett: több mint 13,5 millió felhasználó IP-címe, e-mail-címe és kódalatlan szöveges jelszava szivárgott ki.[8]
- 2008 — Hosting24. Webtárhely-szolgáltató platform
- 2013 — Niagahoster. Indonéziai webtárhely-szolgáltató, 2013-ban indítva.
- 2014 — Weblink. Brazíliai webtárhely-szolgáltató, 2014-ben indítva.

## Adatközpontok
A Hostingernek a következő országokban vannak adatközpontjai: Brazília, Indonézia, Litvánia, Hollandia, Szingapúr, Egyesült Királyság, Amerikai Egyesült Államok.